# Mar Chica
Koordinaten: 35° 10′ 0″ N, 2° 56′ 0″ W

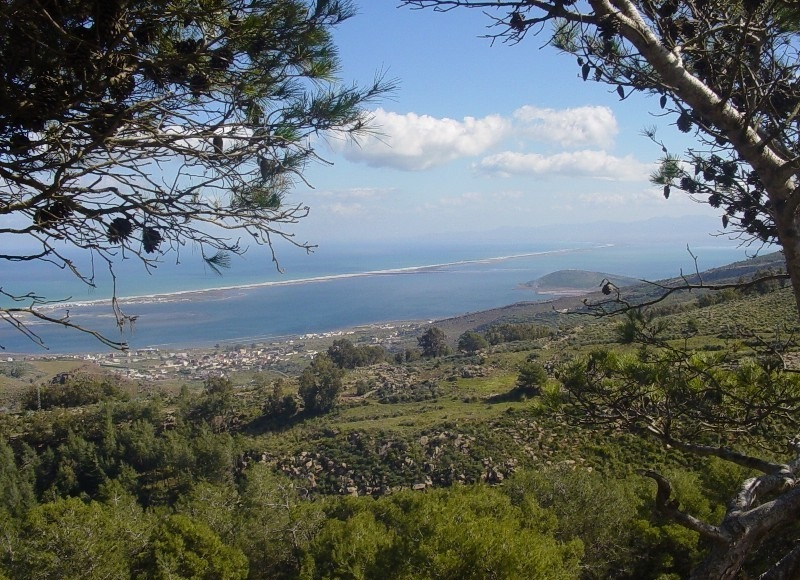
Mar Chica und Nador vom Monte Ubayo aus

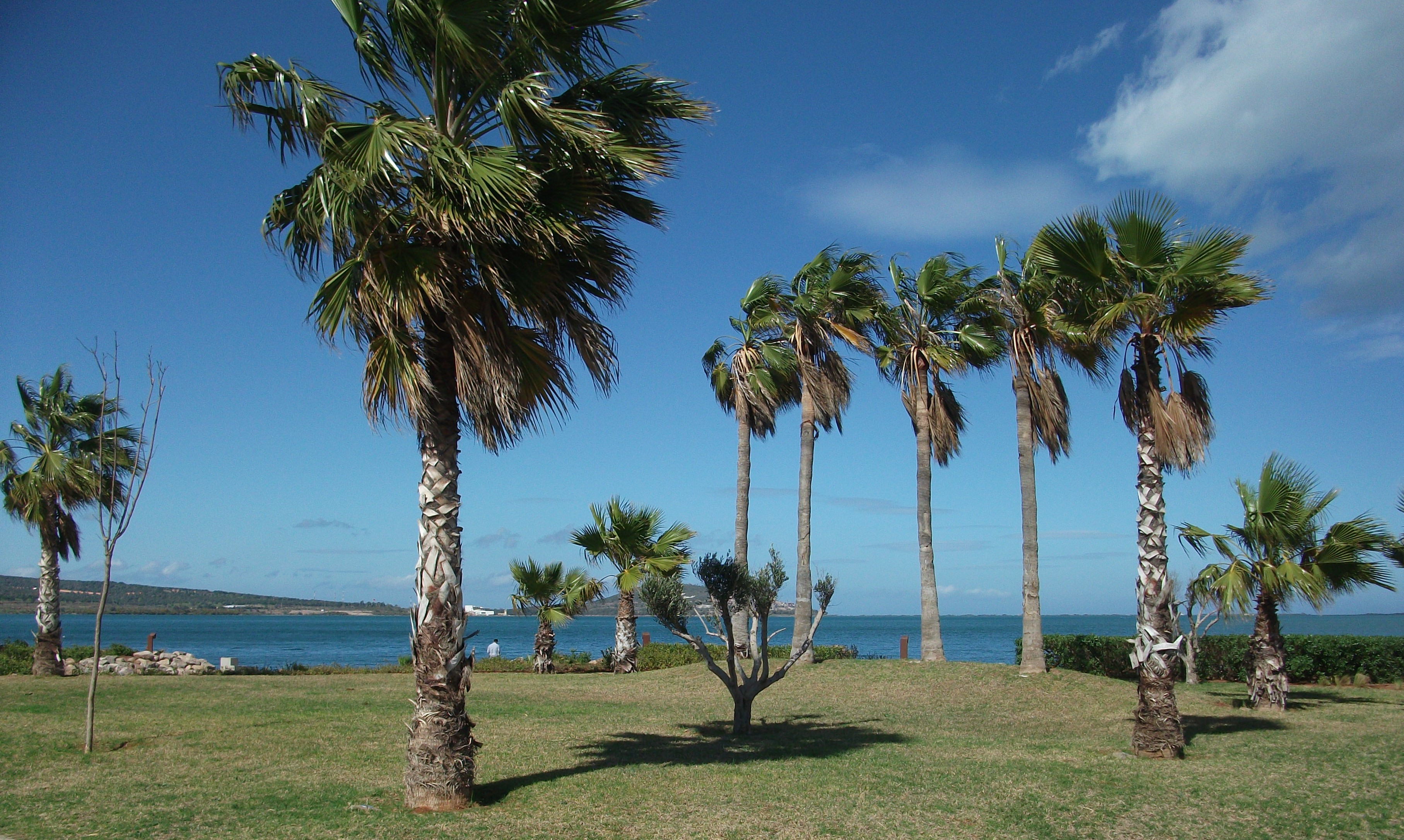
Mar Chica und Dattelpalmen an der Uferpromenade von Nador

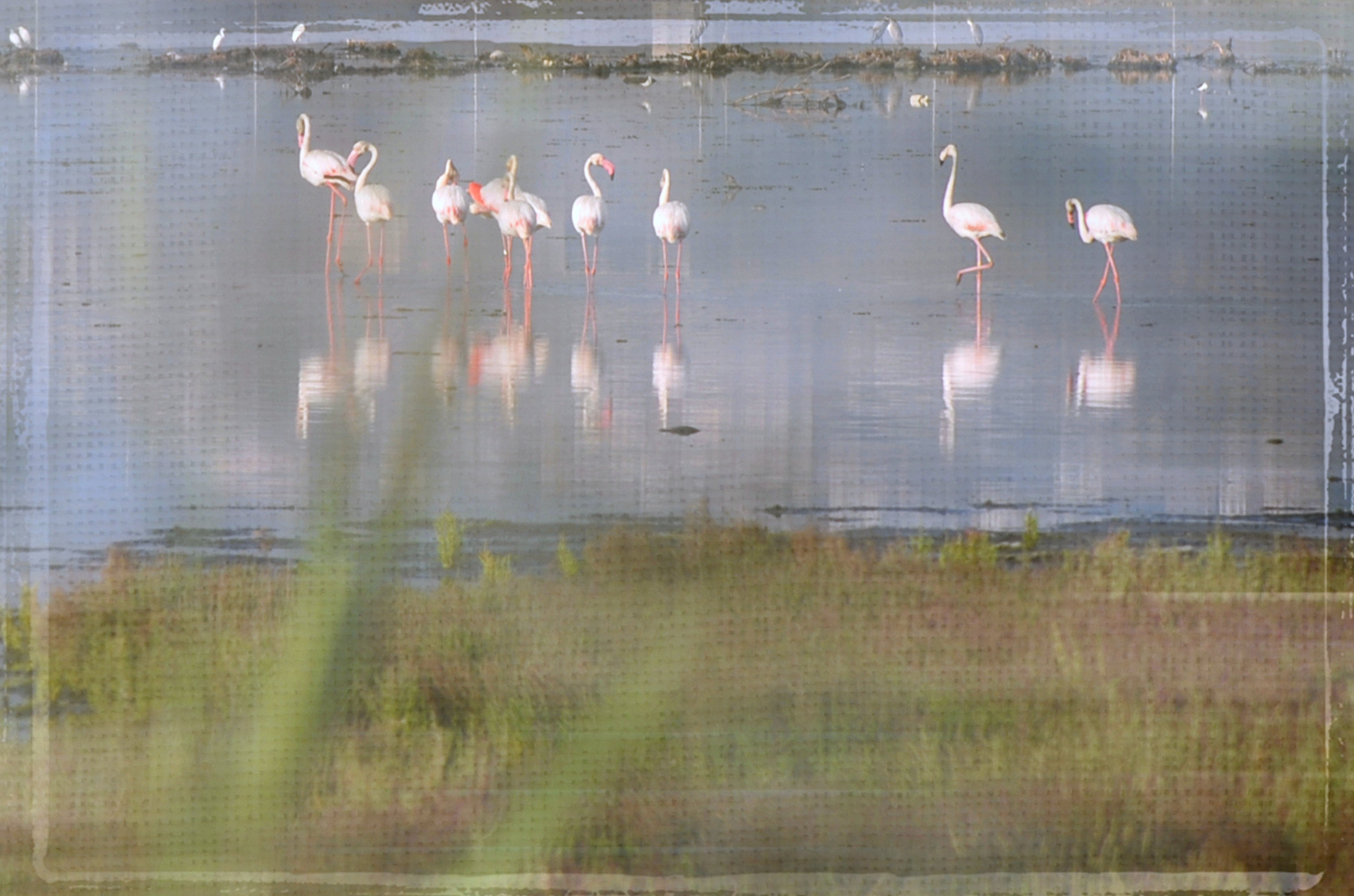
Flamingos

Das Mar Chica (spanisch für „kleines Meer“) ist eine Salzwasserlagune mit ca. 80 km² Fläche. Sie befindet sich an der Mittelmeerküste der Provinz Nador im Norden Marokkos und trennt die Provinzhauptstadt Nador vom Meer. Weitere Namen sind „Lagune von Nador“, Sebkha bou Areq (arabisch) oder Rbhar Amezyan (tamazight).

## Geografie

### Lage
Die zuflusslose und maximal 8 m tiefe Lagune liegt wenige Kilometer südöstlich der spanischen Exklave Melilla. Eine ca. 20 km lange Nehrung trennt das Halbrund der Lagune vom offenen Mittelmeer ab; sie besteht bis auf eine Öffnung von 120 m aus zwei Sandstreifen: 
- Boukana, mit 10 km Länge, im Nordwesten und
- al-Dschazīra (arabisch الجزيرة, DMG al-Ǧazīra; „die Insel“), mit 12,5 km Länge, im Südosten.

### Orte
Am Mar Chica liegen die Städte Nador im Südwesten, Beni Ansar oder Aït Nsar, welches an Melilla angrenzt, im Nordwesten sowie Kariat Arekmane im Osten.

## Natur
Die Lagune von Nador ist als Feuchtgebiet von internationaler Bedeutung in der Ramsar-Konvention aufgelistet.

## Wirtschaft
Die Lagune ist bekannt durch Fischfang und Aquakultur; sie ist von zentraler Bedeutung für das Tourismusprojekt Marchica, welches im Jahr 2008 in Angriff genommen wurde.

## Geschichte

### Rifkrieg
Während des spanischen Protektorats wurde das Mar Chica als Luftwaffenbasis für Wasserflugzeuge (Base de Hidroaviones del Atalayón) genutzt. Für den Chemiewaffeneinsatz im Rifkrieg hatte die spanische Luftwaffe Wasserflugzeuge vom Typ Dornier „Wal“ angeschafft. Im nördlich gelegenen Mellila wurde Senfgas in Bomben abgefüllt und dann zu den hier stationierten Wasserflugzeugen gebracht. Von hier aus wurde die Rif-Republik nach einer Verseuchungsstrategie von Hugo Stoltzenberg bombardiert.

### Spanischer Bürgerkrieg
Anfang Juli 1936 stand die Luftwaffenbasis Atalayón unter dem Befehl von Capitán Virgilio Leret Ruiz (* 23. August 1902). Leret war republiktreu und leistete am 17. Juli 1936 den Putschisten für Stunden Widerstand. Zwei Tabor Bataillone der Regulares nahmen schließlich die Luftwaffenbasis ein und ermordeten Leret am 23. Juli 1936.